# Філіпп Леклерк
Філіпп Леклерк (повне ім'я Філіпп Франсуа Марі Леклерк, граф де Отклок, фр. Philippe François Marie de Hauteclocque; 22 листопада 1902, Беллуа-Сен-Леонар, Франція — 28 листопада 1947, Бешар, Алжир) — французький генерал часів Другої світової війни, маршал Франції (1952, посмертно). Вважається генералом союзників по Антигітлерівській коаліції, який звільнив Париж у 1944 році.

## Біографія
Походив з аристократичної родини. Навчався у французькій військовій академії де Сен-Сір.
У 1924 році, після служби в Марокко, повернувся в Сен-Сір як інструктор.
Після поразки й капітуляції Франції у 1940 році виїхав до Великої Британії. Продовжував боротьбу в лавах «Вільної Франції» під командуванням генерала Шарля де Голля. Прийняв псевдонім «Леклерк», аби його дружина та діти, які лишились у Франції, не піддавались переслідуванням. Але навіть по закінченні Другої світової війни додавав псевдо «Леклерк» до свого імені.
Був відправлений у Французьку Екваторіальну Африку, де зібрав місцевих керівників «Вільної Франції». Проводив операції в Габоні, чиї лідери підтримали Францію Віші. З території Чаду проводив рейди на території Лівії, підконтрольній Італії.
Очолювана ним дивізія брала участь у висадці в Нормандії. Брав участь у визволенні Парижа і Страсбурга. Після закінчення Другої світової війни в Європі у травні 1945 року призначений командувачем французького Далекосхідного експедиційного корпусу. Леклерк представляв Францію під час капітуляції Японської імперії в Токійській затоці 2 вересня 1945 року.
Вважав необхідним політично вирішувати конфлікт, що зароджувався в Індокитаї, але не отримав підтримки на батьківщині і був відкликаний до Франції в 1946 році.
Загинув внаслідок авіакатастрофи в Алжирі в 1947 році.

## Нагороди
Нагороджений 29-ма орденами і медалями Франції, Великої Британії, США, Польщі, Греції, Чехословаччини, Марокко, Тунісу, Лаосу.
Серед них:
- У 1952 році посмертно присвоєно звання маршала Франції.
- Кавалер Великого Хреста ордена Почесного легіону.
- Компаньйон ордена Визволення
- Військовий хрест 1939—1945
- Медаль Опору з розеткою
- Колоніальні медалі з планками: «Maroc», «Fezzan», «Koufra», «Tripolitaine», «Tunisie», «Extrême-Orient»
- Срібна зірка (США)
- Орден «За видатні заслуги» (Велика Британія)
- Командор ордена Корони (Бельгія)
- Воєнний хрест (Бельгія)

## Історія з розстрілом 12 французьких есесівців
У військовій літературі існує історія про 12 французів із дивізії СС «Шарлемань», які перебували в госпіталі на лікуванні від поранень та потрапили в полон у 1944 році. До них підійшов французький генерал Філіпп Леклерк, який на той момент командував французькими військовими частинами у складі англо-американських військ. Дізнавшись, що полонені есесівці є французами, він назвав їх «бошами» (зневажливе прізвисько німців) і «зрадниками» та спитав: «Як ви, французи, могли носити німецьку форму?». На що йому відповіли: «Так, як ви, генерале, носите американську!». За легендою їх розстріляли після причастя в місцевого священника, коли вони заспівали «Марсельєзу». Поховали їх на третій день американські солдати, які порушили наказ генерала Леклерка залишити розстріляних без поховання.

## Пам'ять
На честь генерала Філіппа Леклерка 1986 року названо сучасний французький основний бойовий танк «Леклерк».